# مونغو
مونغو هي مدينة من مدن زامبيا. يبلغ عدد سكانها 179,585 نسمة وذلك حسب إحصائيات سنة 2010.

## المناخ
يظهر الجدول التالي التغييرات المناخية على مدار السنة لمونغو:
| البيانات المناخية لـمونغو          | البيانات المناخية لـمونغو | البيانات المناخية لـمونغو | البيانات المناخية لـمونغو | البيانات المناخية لـمونغو | البيانات المناخية لـمونغو | البيانات المناخية لـمونغو | البيانات المناخية لـمونغو | البيانات المناخية لـمونغو | البيانات المناخية لـمونغو | البيانات المناخية لـمونغو | البيانات المناخية لـمونغو | البيانات المناخية لـمونغو | البيانات المناخية لـمونغو |
| الشهر                              | يناير                     | فبراير                    | مارس                      | أبريل                     | مايو                      | يونيو                     | يوليو                     | أغسطس                     | سبتمبر                    | أكتوبر                    | نوفمبر                    | ديسمبر                    | المعدل السنوي             |
| ---------------------------------- | ------------------------- | ------------------------- | ------------------------- | ------------------------- | ------------------------- | ------------------------- | ------------------------- | ------------------------- | ------------------------- | ------------------------- | ------------------------- | ------------------------- | ------------------------- |
| الدرجة القصوى °م (°ف)              | 35.2 (95.4)               | 35.6 (96.1)               | 38.2 (100.8)              | 39.0 (102.2)              | 33.4 (92.1)               | 31.6 (88.9)               | 32.5 (90.5)               | 35.3 (95.5)               | 38.2 (100.8)              | 38.4 (101.1)              | 36.7 (98.1)               | 36.7 (98.1)               | 39.0 (102.2)              |
| متوسط درجة الحرارة الكبرى °م (°ف)  | 28.9 (84.0)               | 28.6 (83.5)               | 29.1 (84.4)               | 29.6 (85.3)               | 28.4 (83.1)               | 26.5 (79.7)               | 27.0 (80.6)               | 29.8 (85.6)               | 33.4 (92.1)               | 33.8 (92.8)               | 31.3 (88.3)               | 29.3 (84.7)               | 29.6 (85.3)               |
| المتوسط اليومي °م (°ف)             | 22.8 (73.0)               | 22.8 (73.0)               | 22.8 (73.0)               | 22.3 (72.1)               | 19.9 (67.8)               | 17.3 (63.1)               | 17.8 (64.0)               | 20.7 (69.3)               | 24.6 (76.3)               | 25.4 (77.7)               | 23.7 (74.7)               | 22.9 (73.2)               | 21.9 (71.4)               |
| متوسط درجة الحرارة الصغرى °م (°ف)  | 18.6 (65.5)               | 18.7 (65.7)               | 18.4 (65.1)               | 16.5 (61.7)               | 12.7 (54.9)               | 9.5 (49.1)                | 9.7 (49.5)                | 12.4 (54.3)               | 16.4 (61.5)               | 18.1 (64.6)               | 18.2 (64.8)               | 18.6 (65.5)               | 15.7 (60.3)               |
| أدنى درجة حرارة °م (°ف)            | 12.9 (55.2)               | 11.5 (52.7)               | 13.7 (56.7)               | 7.5 (45.5)                | 2.7 (36.9)                | −1.6 (29.1)               | 0.3 (32.5)                | −1.6 (29.1)               | 8.2 (46.8)                | 9.2 (48.6)                | 11.1 (52.0)               | 13.8 (56.8)               | −1.6 (29.1)               |
| الهطول مم (إنش)                    | 209.1 (8.23)              | 184.6 (7.27)              | 139.9 (5.51)              | 43.4 (1.71)               | 4.9 (0.19)                | 0.7 (0.03)                | 0.0 (0.0)                 | 1.5 (0.06)                | 2.2 (0.09)                | 32.7 (1.29)               | 106.4 (4.19)              | 192.8 (7.59)              | 918.2 (36.15)             |
| متوسط أيام هطول الأمطار (≥ 1.0 mm) | 19                        | 16                        | 14                        | 4                         | 0                         | 0                         | 0                         | 0                         | 0                         | 5                         | 13                        | 19                        | 90                        |
| متوسط الرطوبة النسبية (%)          | 78.9                      | 80.0                      | 77.6                      | 68.3                      | 58.9                      | 53.6                      | 47.3                      | 39.7                      | 34.2                      | 48.5                      | 64.2                      | 76.8                      | 60.7                      |
| ساعات سطوع الشمس الشهرية           | 198.4                     | 179.2                     | 226.3                     | 267.0                     | 306.9                     | 297.0                     | 313.1                     | 313.1                     | 288.0                     | 266.6                     | 216.0                     | 195.3                     | 3٬066٫9                   |
| المصدر: NOAA                       |                           |                           |                           |                           |                           |                           |                           |                           |                           |                           |                           |                           |                           |